# Friedrich Asinger
Friedrich Asinger (Freiland/Niederdonau (Áustria), 26 de Junho de 1907 — Aquisgrano, 7 de Março de 1999) foi um químico alemão. 
Conhecido para seu desenvolvimento de uma reação multi-componente, a reação de Asinger para a produção de 3 thiazolines. Após sua tese de ensino na Universidade de Graz transportou-se a posições diferentes na pesquisa industrial. Em 1945 foi diretor dos laboratórios principais dos trabalhos de Leuna, onde foi sequestrado na campanha de Ossoaviachim do sovjet. Em 1959 transformou-se um professor na Universidade Técnica de Aachen, onde dirigiu o instituto de química técnica e petroquímica.

## Publicações
- Chemie und Technologie der Monoolefine. Akademie-Verlag, Berlin 1957.
- Chemie und Technologie der Paraffinkohlenwasserstoffe. Akademie-Verlag, Berlin 1959.
- Einführung in die Petrolchemie. Akademie-Verlag, Berlin 1959.

## Literatura
- W. Keim, H. Offermanns: Friedrich Asinger (1907-1999): A mediator between basic and applied research, Angewandte Chemie-International Edition 46, 6010-6013 (2007).